# 道の駅若狭おばま
道の駅若狭おばま（みちのえき わかさおばま）は、福井県小浜市和久里にある福井県道24号小浜上中線の道の駅である。

## 概要
2009年（平成21年）10月26日、小浜市和久里に農産物の加工などができる施設「わかさ国府の郷 四季菜館」が開業。この「四季菜館」周辺に小浜市が駐車場などを整備し、2011年（平成23年）3月12日に道の駅としてオープンした。
なお、2022年度にリニューアルオープンを予定している。小浜市が株式会社まちづくり小浜を指定管理者として運営を委託してきたが、2022年度に同社に物販施設を譲与する。2023年度から指定管理料は段階的に削減され、2027年度以降は指定管理料を廃止し、物販施設の譲与を受けた同社が土地賃借料も直接負担することになっており管理形態が変更される見通しである。

## 沿革
- 2011年（平成23年）3月3日：道の駅に登録される。
- 2011年（平成23年）3月12日：道の駅が開駅する[2]。
- 2016年（平成28年）1月27日 - 国土交通省により平成27年度重点「道の駅」に選定される[6]。
- 2018年（平成30年）3月24日 - 舞鶴若狭自動車道小浜ICからの途中退出実験を開始（ETC2.0搭載車限定）[7][8][9][10]。

## 施設
- 駐車場
  - 普通車 : 80台
  - 大型車 : 7台
  - 身障者用 : 4台
- トイレ
  - 男 : 大・小 : 12器
  - 女 : 11器
  - 身障者用 : 2器
- 公衆電話 1台
- 情報コーナー（9:00 - 18:00）年中無休
- 物産販売コーナー（売店・軽食）（9:00 - 18:00、 フードコートは9:00 - 17:00）年末年始休業
- 農産物加工施設、会議室「四季菜館」（9:00 - 22:00、毎週水曜日、毎月第3日曜日、年末年始休業）
  - 2020年9月30日で廃止され、レストランを2021年5月1日をめどにオープンする予定となっている[11]。

### 管理団体
- 設置者：小浜市
- 指定管理者 : 株式会社まちづくり小浜[12]
  - 2022年度に小浜市から物販施設の譲与を受け、2023年度から指定管理料は段階的に削減され、2027年度以降は指定管理料ゼロとなり同社が土地賃借料も直接負担することになっており管理形態が変更される見通し[5]。

## アクセス
- 福井県道24号小浜上中線 - 登録路線
- JR西日本 小浜線 小浜駅より、以下の公共交通機関を利用可能。
  - あいあいバス（日曜・年末年始運休） 小屋線、池河内線「道の駅」行きに乗車し、終点下車。
  - あいあいタクシー（日曜運行・予約制） 小屋線、池河内線「道の駅」行きに乗車し、終点下車。
  - 西日本JRバス 若江線「近江今津駅」行きに乗車し、「湯岡橋」下車、約700 m。
- なお、かつて高速路線バスのりば（わかさライナー、福井鉄道と近鉄バスとの共同運行）が設置されていたが、2020年5月10日に運行終了し廃止されている[13]。

## 周辺
- E27舞鶴若狭自動車道 小浜IC
- 国道27号
- 国道162号